# Fracasse kapitány (film, 1961)
A Fracasse kapitány 1961-ben bemutatott, a 17. században játszódó olasz-francia romantikus kalandfilm Jean Marais, Geneviève Grad és Gérard Barray főszereplésével, Théophile Gautier 1863-as regénye alapján. Egy kisebb szerepben, mint a vándorszínész társulat egyik tagja Louis de Funès is feltűnik. Magyarországi mozibemutatóról nincs információ.

## Cselekmény
Franciaország, valamikor a 17. században, XIII. Lajos idején. Philippe de Sigognac báró egy elszegényedett nemesi család utolsó sarja, magányosan él az omladozó családi kastélyban, melyet a „nyomorúság kastélyának“ (Le château de la Misère) nevez. Egy napon egy arra járó  vándorszínész társulat kocsija keréktörést szenved. A hideg éjszaka miatt Philippe meghívja őket a kastélyba másnap reggelig, a kerékjavító érkezéséig. 
Jelenlegi nyomorúságos helyzete, a vándorszínészek érdekes  élete és nem utolsósorban a társulat naivája, Isabelle szépsége miatt Philippe melléjük szegődik Párizsig. A társulat egyik tagjának halála után magára veszi annak szerepét, ő lesz Fracasse kapitány, a vásári komédiák szavakban bátor, de tettekben gyáva nagyszájú, nevetséges hőse. Mivel az ókori görög színházakat idéző maszkban lép fel, senki nem ismeri fel benne a bárót. 
Az egyik előadás után a nőcsábász, éppen egy újabb és lehetőleg nehezen elejthető prédára vadászó, ellentmondást nem tűrő Vallombreuse hercege megpróbál kikezdeni a lánnyal, ám a színpadi álarcot viselő Philippe távozásra szólítja fel. A szóváltás után párbajra csak azért nem kerül sor, mert a herceg számára méltatlan ellenfél egy komédiás, viszont miheztartás céljából felbérel pár gazfickót, hogy alaposan hagyják helyben, Philippe azonban megfutamítja őlet. Miután felfedi nemesi származását és kihívja a herceget, megtörténik köztük a párbaj is. A herceg könnyebb sérülést szenved, de ettől haragja csak fokozódik.  
Vallombreuse ezután egy hivatásos párbajhőst fogad fel, aki noha eddig 37 emberrel végzett korrekt kardpárbajban, Philippe ellenében nem boldogul. A méltó ellenfél elismerése gyanánt szinte barátokként válnak el. A herceg következő lépése Isabelle elraboltatása és Philippe ellen egy komplett rablóbanda felbérelése. Vallombreuse ultimátumot ad a lánynak, kívánsága mindössze egyetlen éjszaka Philippe életéért cserébe, de Isabelle visszautasítja. 
Philippe és az egész színitársulat a herceg kastélyában fogvatartott Isabelle kiszabadítására indul, egy látványos és humoros tömegverekedés után a két ellenfél között egy végső kardpárbaj következik. Minden előzmény ellenére Philippe nem akarja a herceget megölni, ám az véletlenül beleszalad a kardjába, a mellkasán megsebesül.
Vallombreuse apja, Moussy hercege sok évvel korábban szerelmes volt egy vándorszínész társulat egyik nőtagjába, gyermeke is született tőle, akit azonban évek óta hiába kerestetett. Isabelle hozzá eljuttatott gyűrűjét látva — melyet anno még ő adott az anyjának — már tudja, hogy megtalálta lányát, aki viszont csak annyit tud, hogy egy számára ismeretlen nemes az apja. 
Az öreg herceg tisztában van fia nem túl tiszteletreméltó dolgaival. Eddig mindent elnézett neki, de ezzel az emberrablással most túl messzire ment. Mivel számítani lehet egy Isabelle elleni erőszakra is, fia kastélyába rohan, remélve, hogy még időben érkezik. 
Vallombreuse sebe súlyos, de nem halálos, fel fog épülni. Miután  megtudja, hogy Isabelle a féltestvére, belátja, hogy semmi nem lehet közöttük. Nincs akadálya Isabelle és Philippe házasságának, melyre az öreg herceg áldását adja. A „nyomorúság kastélya“ is új nevet kap, ezentúl „a boldogság kastélya“ (Le château du Bonheur) lesz.

## Főszereplők
| Szerep                                                        | Színész            | Magyar hangja (1. szinkron, 1972) |
| ------------------------------------------------------------- | ------------------ | --------------------------------- |
| Philippe de Sigognac, elszegényedett báró (Fracasse kapitány) | Jean Marais        | Bitskey Tibor                     |
| Vallombreuse, Moussy hercegének a fia                         | Gérard Barray      | Mádi Szabó Gábor                  |
| Isabelle, színésznő, Philippe szerelme                        | Geneviève Grad     | Halász Judit                      |
| Scapin, színész                                               | Louis de Funès     | Suka Sándor                       |
| Heródes, színigazgató                                         | Philippe Noiret    | (n. a.)                           |
| Moussy hercege                                                | Jean Yonnel        | (n. a.)                           |
| Chiquita, cigánylány                                          | Joëlle Latour      | (n. a.)                           |
| De Bruyères márkiné                                           | Anna Maria Ferrero | (n. a.)                           |
| Malartic, párbajhős, bérgyilkos                               | Jean Rochefort     | (n. a.)                           |
| Gárdakapitány                                                 | Guy Delorme        | (n. a.)                           |